# Лаптево (Ржевский район)
Лаптево — деревня (бывшее село) в Ржевском районе Тверской области России.
Расположена в 25 км к западу от Ржева, в 2,5 км к северо-востоку от железнодорожной станции Чертолино (линия Ржев — Великие Луки). В 1 км от деревни проходит автодорога М9 «Балтия».

## Население
| 1859 | 1883 | 2002 | 2010 |
| ---- | ---- | ---- | ---- |
| 99   | ↗106 | ↘6   | →6   |

## История
Село было образовано в XVII веке. Вскоре оно стало богатой владельческой усадьбой. Усадьба приносила высокие доходы своим хозяевам, которыми являлись графы Игнатьевы, одновременно владеющие усадьбой Чертолино. С 1775 года центр Лаптевской волости Ржевского уезда Тверской губернии. Рядом с селом находился Лаптевский (Покровский) погост с православной церковью. По переписи 1859 года в погосте жили 47 человек, а в селе 99. Всего и в селе и в погосте был 21 двор. В деревне Лаптево был православный храм прихода Покрова Пресвятой Богородицы.
Согласно старинному документу, изданному в 1903 году, своё название оно получило от святого Николая Чудотворца (Лапотного), потому что кладбище называлось погостом Николы Лапотного, чья икона находилась в храме. Ходит легенда, что в погосте Николая Чудотворца в Тверской области зарыт клад с сокровищами. В 1893 году в могиле Н. Н. Новинского, похороненного в приделах прихода Покрова Пресвятой Богородицы, был найден череп редкого вида носорога и был передан Тверскому музею.

### В военных мемуарах
9-я армия под командованием генерал-полковника Штрауса наступала на Ржев. 13 октября 206-я пехотная дивизия на правом фланге XXIII корпуса выдвинулась севернее железной дороги Оленино — Ржев. В авангарде шел усиленный разведывательный отряд 206-й пехотной дивизии под командованием ротмистра Вайткуната. Вражеское сопротивление у Лаптево было сломлено и противник был отброшен еще до подхода к своим укрепленным позициям.— Хорст Гроссман